# Scopula rantaizanensis
Scopula rantaizanensis är en fjärilsart som beskrevs av Alfred Ernest Wileman 1915. Scopula rantaizanensis ingår i släktet Scopula och familjen mätare. Inga underarter finns listade.